# 山梨学院中学高等学校
山梨学院中学高等学校（やまなしがくいんちゅうがくこうとうがっこう、英語: Yamanashi Gakuin Junior high school and Senior High School）は、山梨県甲府市酒折三丁目にある私立中高一貫校である。国際バカロレア認定校。

## 概要
学校法人山梨学院により設置された中学校及び高等学校である。JR酒折駅より北西方向へ約300メートル、甲府盆地北縁の山麓にある不老園（梅園）、酒折宮といった名所旧跡に隣接した住宅地に位置しており、系列の山梨学院大学キャンパスに隣接する系列の幼稚園、小学校とはやや離れている。
- 1956年（昭和31年）- 山梨学院短期大学附属高等学校として開校、普通科設置。
- 1962年（昭和37年）- 山梨学院大学附属高等学校に校名を変更。
- 1995年（平成7年）- 中学校を開校、高等学校と同じ敷地内に併設。
- 2016年（平成28年）- 山梨学院大学附属中学校・高等学校から現校名に変更[1]。

## 制服
男子
- 冬服：濃紺の学生服
- 夏服：半袖ワイシャツにグレーのスラックス、紺色と白色の指定ポロシャツ可
- 中学校もほぼ同様

女子
- 冬服：紺のブレザーに紺のベスト、紺のスカート、白と淡い水色のストライプのブラウス、紺に白と赤のチェックのリボン
- 夏服：ブラウスとリボンに水色チェックのスカート、紺色と白色の指定ポロシャツ可
- 夏服のリボンの色は、高校、中学校共に水色となっている。
- 靴下は夏服時は白、冬服時は紺の指定のものとなっている。推奨品としてニットベスト、サマーセーターの組合わせが可能

## 高等学校の設置学科
- 特進コース　P（プレミアム）系列　
  - 難関国公立系：東大・京大をはじめとする難関国立大学や、医学部などへの現役合格を目標とする。
  - 国公立系：主要国公立大学から難関私立大学の文系・理系、両学部への進学を目標とする。
- 特進コース　A（アドバンスト）系列
  - 科目重点型　文系／理系：3科目重点型の指導により難関大学・海外大学への受験に対応する学力を育む。
- 進学コース　　　　
  - 山梨学院大学や山梨学院短期大学との高大連携教育をベースに専門能力をもった人材の育成をめざした教育を行う。

## 部活動

### 中学校
体育系
- サッカー
- バスケットボール
- バドミントン
- 卓球
- テニス
- 剣道
- 野球

文化系
- ESS
- 囲碁将棋
- 科学
- 合唱
- アート

### 高等学校

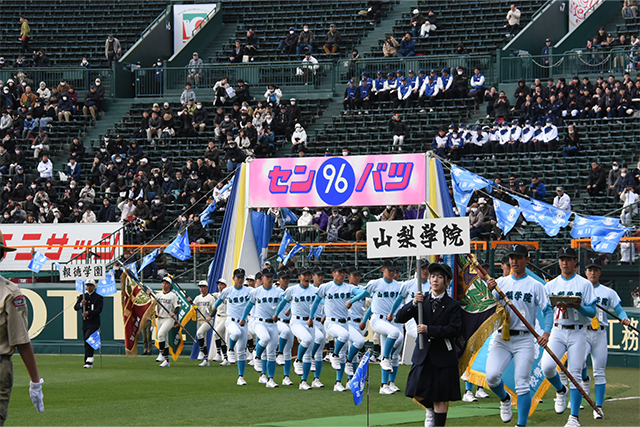
野球部（第96回選抜高等学校野球大会開会式にて）

主に体育系に力を入れており、サッカー部、駅伝部、野球部、水泳部、スケート部、ホッケー部が全国大会に出場するレベルである。
野球部は2023年春（第95回）で春夏通じて初優勝。
サッカー部は全国屈指の強豪校として知られ、第88回大会、第99回大会で優勝。
駅伝部は男子が第64回全国高校駅伝で初優勝を果たしている（いずれも山梨県勢として初優勝）。なお、駅伝部は陸上部と切り離して強化されており、ケニア人留学生も駅伝部への所属を経て山梨学院大学陸上競技部へ進む。
体育局
- 野球部★ - 春の甲子園6回出場、夏の甲子園10回出場
- サッカー部★ - 全国高校サッカー9回出場
- 駅伝部（男女）★
- ソフトボール部（女子）★ - 選抜大会16回出場、高校総体19回出場
- 空手道部（男女）★
- テニス部（男女）★
- 水泳部（男女）★
- スケート部（男女）★
- ホッケー部（男女）★
- 陸上部（男女）★
- バドミントン部（男女）★
- ラグビー部★
- レスリング部（男子）
- バスケットボール部（男女）
- 剣道部（男女）
- 卓球部（男女）
- 新体操部（女子）
- ゴルフ部（男女）
- 体操部（男女）
- スキー部（男女）
- チアリーダー部

★は強化運動部
文化局
- ESS部
- 吹奏楽部
- 茶道部
- ボランティア部
- 合唱部
- 放送部
- 囲碁部
- アート部
- 書道部

## 著名な出身者

### 野球
- 牧野塁
- 五島裕二
- 伊藤彰
- 森田丈武
- 苫米地鉄人
- 玉山健太
- 大島崇行
- 松本哲也
- 明石健志
- 内村賢介
- 平間凜太郎
- 垣越建伸
- 中込陽翔
- 須田喜照（前・本校野球部監督）

### サッカー
- 堀米勇輝（本校サッカー部には所属せず）
- 白崎凌兵
- 岡西宏祐
- 碓井鉄平
- 齋藤翔太
- 毛利駿也
- 山口一真
- 前田大然
- 萱沼優聖
- 渡辺剛
- 宮崎純真
- 大野佑哉
- 加藤拓己
- 大石悠介
- 相田勇樹
- 藤原拓海

### 陸上
- ジョセフ・オツオリ
- ステファン・マヤカ
- メクボ・ジョブ・モグス
- 上田健太

### プロレスラー
- 金丸義信
- 太田一平

### その他スポーツ
- 萩原智子（水泳選手）
- 逸見佳代（元スキーフリースタイルエアリアル選手）
- 天野和明（登山家）
- 吉澤純平（競輪選手、バンクーバーオリンピックショートトラック代表選手）
- 高井雄基（ボートレーサー）

### 芸能
- 河西歩果（タレント、フリーアナウンサー、フィギュアスケート選手）
- 市瀬秀和（俳優）
- 伸太郎（シンガーソングライター）
- 北澤苺（アイドル、STU48）

### その他
- 宮川典子（衆議院議員）
- 北条裕子 (小説家)
- 辻村深月（小説家）
- 加藤嘉一（コラムニスト）
- 利根川真也（NHKアナウンサー）

## 最寄りの交通機関
- 中央本線（JR東日本）酒折駅より徒歩5分
- 身延線（JR東海）善光寺駅より徒歩15分
- JR甲府駅北口より富士急バス富士山駅行に乗車、山梨学院大学附属中・高等学校バス停下車
- 富士急行富士山駅、河口湖駅より富士急バス甲府駅北口行に乗車、山梨学院大学附属中・高等学校バス停下車
- JR甲府駅より山梨交通バス90系統御所循環行き、91系統山梨英和大学行き、98系統石和温泉駅行き、99系統県立博物館行き、富士急バス富士山駅行き、下黒駒行きのいずれかに乗車、酒折宮前バス停下車徒歩5分
- 中央本線（JR東日本）石和温泉駅より山梨交通バス98・99系統敷島営業所行き、98系統甲府駅行きのいずれかに乗車、酒折宮前バス停下車徒歩5分
- 富士急行富士山駅、河口湖駅より富士急バス甲府駅行きに乗車、酒折宮前バス停下車徒歩5分
  - 便数の関係で、路線バスを利用する場合は酒折宮バス停を利用することの方がほとんどである。

## 近隣施設
- 酒折宮
- 不老園

## 系列校
- 山梨学院大学
- 山梨学院短期大学
- 山梨学院小学校
- 山梨学院幼稚園